# Pseudochirella hirsuta
Pseudochirella hirsuta är en kräftdjursart som först beskrevs av Wolfenden 1905.  Pseudochirella hirsuta ingår i släktet Pseudochirella och familjen Aetideidae. Inga underarter finns listade i Catalogue of Life.